# Cigara
Cigara je najpoznatiji duhanski proizvod izrađen od rezanog i fermentiranog duhana umotanog u duhanski list. Riječ dolazi od španjolske riječi cigarro što je moguća izvedenica od majanske riječi sik'ar (od sik, 'duhan'). Proizvodi se i vrsta tankih cigara s oba vrha odrezana poznatih kao cigarillo, a čije je značenje na španjolskom 'mala cigara'. 
Prve cigare vidio je Kolumbo prilikom svog otkrića Amerike 1492. kod Indijanaca na Antilima, i opisao ih kao zapaljene štapiće koji se dime. Indijanci su ih izrađivali od kultiviranih biljaka Nicotiana rustica i Nicotiana tabacum, a na području Antilske i Južne Amerike umatali su ih u listove duhana ili kukuruza. 
Razlika između cigare i cigarete je ta što se cigara pućka (ne uvlači u pluća) dok se cigareta inhalira. Također, cigareta je umotana u list papira, a cigara u list duhana (wrapper).
Današnji najznačajniji proizvođači cigara su Kuba, Nikaragva, Dominikanska Republika i druge zemlje Srednje Amerike, a najpoznatije među njima poznate su kao Kuba i Havana.

## Vanjske poveznice
- Duhanski proizvodi Hrvatska tehnička enciklopedija, portal hrvatske tehničke baštine. LZMK